# Estersön
Estersön is een Zweeds eiland behorend tot de Lule-archipel. Het eiland ligt hier ter plaatse met een aantal andere eilanden aan de oostgrens van de archipel. Het eiland heeft geen oeververbinding. Aan de zuidwestkant is enige bebouwing. De naam komt van het plaatselijk dialect oysterst-oi; hetgeen meest oostelijk eiland betekent.